# Juhásove slance
Juhásove slance jsou chráněný areál v katastrálních územích obcí Horná Kráľová a Hájske v okrese Šaľa v Nitranském kraji na Slovensku. Území bylo vyhlášeno v roce 2012 a jeho rozloha je 41,84 hektaru. Předmětem ochrany jsou biotopy vnitrozemských slanisek a slaných luk a panonských slaných stepí a slanisek.